# Нідерланди на зимових Олімпійських іграх 1994
Нідерланди брала участь в Зимових Олімпійських іграх 1994 року у Ліллегаммер (Норвегія) в п'ятнадцятий раз за свою історію, і завоювала одну срібну і три бронзові медалі.
| Нідерланди на олімпіаді 1994 року в Ліллегаммері | Нідерланди на олімпіаді 1994 року в Ліллегаммері | Нідерланди на олімпіаді 1994 року в Ліллегаммері | Нідерланди на олімпіаді 1994 року в Ліллегаммері | Нідерланди на олімпіаді 1994 року в Ліллегаммері |
| Медалі                                           | Спортсмени                                       | Вид спорту                                       | Дисципліна                                       | Результат                                        |
| ------------------------------------------------ | ------------------------------------------------ | ------------------------------------------------ | ------------------------------------------------ | ------------------------------------------------ |
| Срібло                                           | Рінтьє Рітсма                                    | Ковзанярський спорт                              | 1 500 метрів, чоловіки                           | 1:51.99                                          |
| Бронза                                           | Фалько Зандстра                                  | Ковзанярський спорт                              | 1 500 метрів, жінки                              | 1:52.38                                          |
| Бронза                                           | Рінтьє Рітсма                                    | Ковзанярський спорт                              | 5 000 метрів, чоловіки                           | 6:43.94                                          |
| Бронза                                           | Барт Велдкамп                                    | Ковзанярський спорт                              | 10 000 метрів, чоловіки                          | 13:56.73                                         |